# Universidade Técnica Estatal Bauman de Moscou

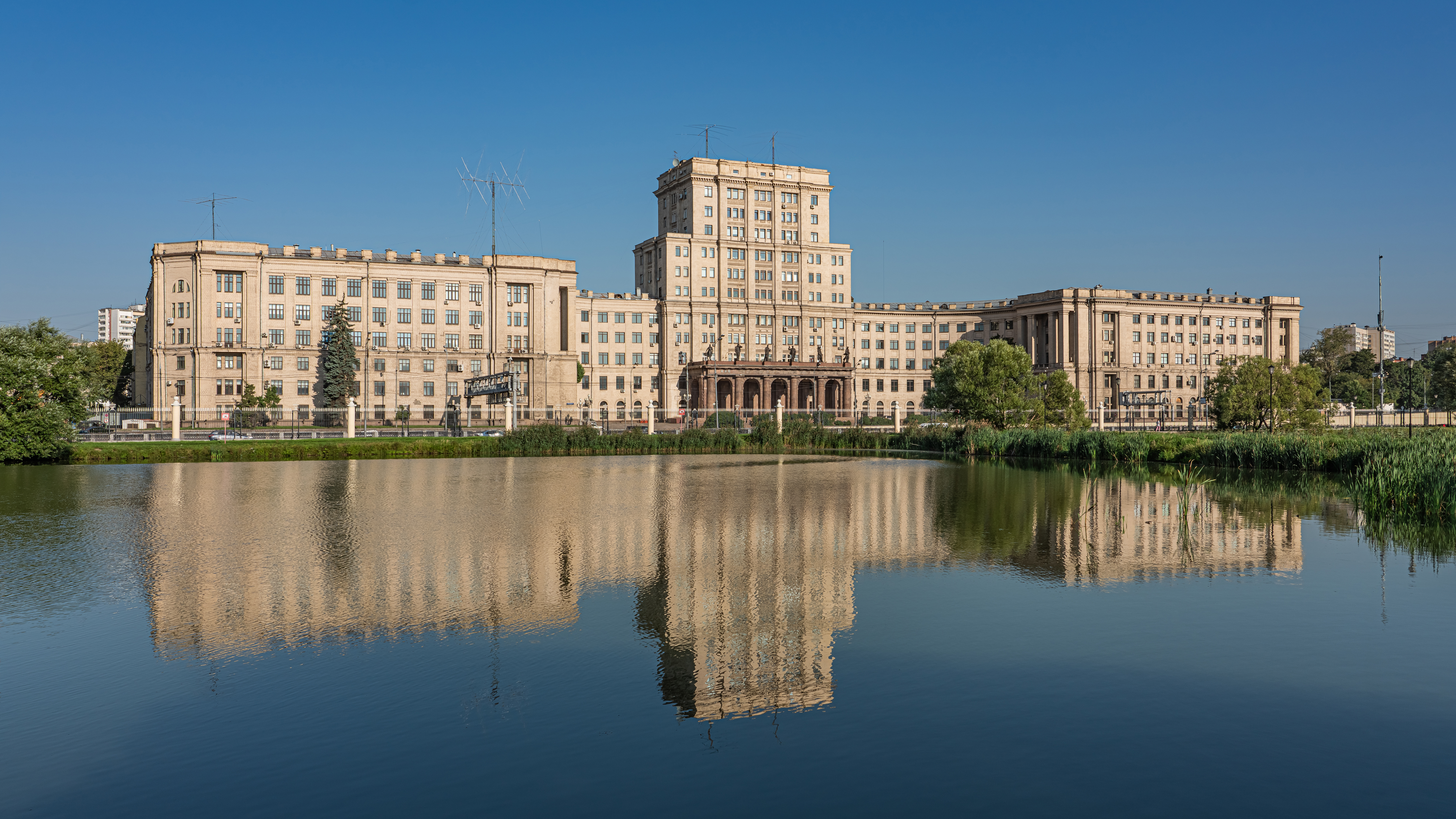

Universidade Técnica Estatal Bauman de Moscou (em russo:  Московский государственный технический университет им. Н. Э. Баумана (МГТУ им. Н. Э. Баумана)), popularmente conhecida como Escola Bauman ou Baumanka (em russo:  Ба́уманка) é uma universidade pública localizada em Moscou, na Rússia. É uma das mais antigas universidades de ensino técnico do país, com doutorado e bacharelado em ciências aplicadas e especialidades de engenharia.

## História
Fundada em 1830, na Rússia Tzarista, entre 1918 e 2010 mais de 144 mil estudantes formaram-se nela, em diversos campos da engenharia. A maioria destes tornaram-se cientistas ou engenheiros em centros de excelência de pesquisa, universidades, empresas privadas ou estatais do país. Entre seus alunos esteve Sergei Korolev, o engenheiro-chefe do programa espacial soviético.

## Graduação
Entre outras cadeiras, a universidade oferece cursos de:
- Tecnologia em laser e radioeletrônica
- Ciências Básicas
- Tecnologia aeroespacial
- Engenharia de foguetes
- Robótica
- Informática e análise de sistemas
- Tecnologia biomédica
- Óptica e eletrônica
- Educação militar

## Ex-alunos ilustres
- Sergei Koroliov chefe do programa espacial soviético.[6]
- Andrei Tupolev desenvolveu o primeiro avião supersônico de passageiros do mundo [7]